# Mamadu Ture Kuruma
Mamadu Ture Kuruma (ur. 26 kwietnia 1947) – gwinejski wojskowy, generał, zastępca szefa sztabu generalnego sił zbrojnych. 12 kwietnia 2012 był jednym z przywódców zamachu stanu. Po zatrzymaniu przez wojsko pełniącego obowiązki prezydenta Raimundo Pereiry, stanął na czele powołanego przez armię Dowództwa Wojskowego. Funkcję tę pełnił do 11 maja 2012.
13 kwietnia 2012 Dowództwo Wojskowe podjęło decyzję o powołaniu nowego "rządu jedności narodowej" złożonego z członków różnych sił politycznych, w którym przedstawiciele wojska objęliby stanowiska ministra obrony i spraw wewnętrznych, rozpoczynając negocjacje w tej sprawie z partiami opozycyjnymi. W wyniku porozumienia z partiami opozycyjnymi, junta wojskowa 19 kwietnia 2012 mianowała Manuela Serifo Nhamadjo na stanowisko tymczasowego szefa państwa na dwuletni okres przejściowy, po którym miały zostać zorganizowane nowe wybory. Jednakże następnego dnia Nhamadjo odmówił przyjęcia stanowiska, uznając decyzję za nielegalną w świetle prawa.
Stanowisko szefa państwa Nhamadjo objął dopiero 11 maja 2012, w wyniku porozumienia junty wojskowej z ECOWAS, zakładającego powołanie nowej cywilnej administracji na okres jednego roku, w czasie którego w kraju miały zostać przeprowadzone nowe wybory. Porozumienie polityczne podpisało 35 partii politycznych, w tym wszystkie największe z wyjątkiem PAIGC. 16 maja 2012 Nhamadjo nominował na stanowiska premiera Rui Duarte de Barrosa.